# Явор (Любляна)
Явор (словен. Javor) — поселення в общині Любляна, Осреднєсловенський регіон, Словенія. Висота над рівнем моря: 514,8 м.